# Tashtego janzeni
Tashtego janzeni är en stekelart som beskrevs av David B. Wahl och Sime 2002. Tashtego janzeni ingår i släktet Tashtego och familjen brokparasitsteklar. Inga underarter finns listade i Catalogue of Life.